# Orde van Koning Faisal
De Orde van Koning Faisal is een Saoedi-Arabische ridderorde. Deze ridderorde, de derde van het koninkrijk, werd genoemd naar de in 1975 vermoorde koning uit het Huis van Saoed, Faisal bin Abdoel Aziz al-Saoed die sinds 1964 regeerde.

## Geschiedenis
In 1971 liet de Ministerraad van Saoedi-Arabië in een decreet bekendmaken dat er een ridderorde zou worden gesticht. Als eerste werd de Grote Keten van Badr ingesteld. De Saoedische koning, de Fons honorum bij het instellen van deze orde, bevestigde dat in een Koninklijk Decreet. In 1976 volgden de Orde van Abdoel Aziz al Saoed en de Orde van Koning Faisal.

## Het Grootlint van de Orde van Koning Faisal
Het grootlint van deze orde wordt beschouwd als een aparte ridderorde, men kan haar ook zien als een Bijzondere Klasse voor bijvoorbeeld premiers en kroonprinsen en de hoogste graad in de Orde van Orde van Koning Faisal.
Omdat de gouden keten van Badr is versierd met het credo "LA ALLAH ILLAH LALLAH WA MUHAMMASRASUL ALLAH" wordt de keten alleen aan staatshoofden die de islam aanhangen verleend.
De keten van de Orde van Abdulazziz al Saoed wordt ook aan christelijke, boeddhistische, shintoïstische en niet-religieuze staatshoofden toegekend. Het Grootlint in de Orde van Koning Faisal wordt in bredere kring toegekend.
Het kleinood van de Orde van Koning Faisal is een verguld zilveren kleinood in de vorm van zevenpuntige wit geëmailleerde ster met een wit medaillon waarop in Arabische letters "FAISAL BIN ABDUL AZIZ" is geschreven. Op de groene ring rond het medaillon staat "PIONIER VAN DE ISLAMITISCHE SOLIDARITEIT". Als verhoging en verbinding met het lint is een gouden ornament in de vorm van een palmtak boven twee kromzwaarden en een halve maan aangebracht. Tussen de zeven punten van de ster is een kleine versiering in de vorm van groene bladeren en gekruiste gouden kromzwaarden geplaatst.
Op de linkerborst wordt een 86 millimeter hoge verguld zilveren ster met daarop het kleinood van de orde zonder de verhoging gedragen.
Het lint is voor alle graden gelijk; het is geel met een wit-groene bies.

## De Orde van Koning Faisal
De Orde van Koning Faisal werd ingesteld om verdiensten voor het koninkrijk te honoreren. De ministerraad doet voordrachten maar de koning kan zelf vreemdelingen decoreren wanneer hij dat passend vindt. De regels rond deze orde zijn minder strikt dan die rond de Orde van Abdulazziz al Saoed .
De statuten bepalen dat er ieder jaar een onbeperkt aantal benoemingen mag geschieden. Men eert met de orde organisaties en individuen die belangrijke verdiensten hebben getoond.
Graden
- Grootlint in de Orde van Koning Faisal, vergelijkbaar met Grootkruis

Men draagt een 63 millimeter hoog kleinood aan lint over de rechterschouder en een 86 millimeter hoge gouden ster op de linkerborst.
- Eerste Klasse, vergelijkbaar met Commandeur der Eerste Klasse

Men draagt een 63 millimeter hoog kleinood aan 40 millimeter breed lint om de hals en een even grote zilveren ster op de linkerborst.
- Tweede Klasse, vergelijkbaar met Commandeur

Men draagt een zes centimeter hoog kleinood aan lint om de hals.
- Derde Klasse, vergelijkbaar met Officier

Men draagt een 40 millimeter hoog kleinood aan een 35 millimeter breed lint met rozet op de linkerborst.
- Vierde Klasse, vergelijkbaar met Ridder

Men draagt een 40 millimeter hoog ongeëmailleerd kleinood aan een 35 millimeter breed lint op de linkerborst.

## Voetnoten
1. ↑  No.122 van 24 1-1391 en No.123 van 24 1-1391
2. ↑  No.4 van 25 1-1391